# Dorzolamide
Le dorzolamide est un médicament inhibiteur de l'anhydrase carbonique administré par collyre dans le traitement du glaucome. 

## Usage médical
C'est un médicament utilisé pour traiter l'hypertension oculaire (glaucome). Il est utilisé comme collyre. Les effets commencent dans les trois heures et durent au moins huit heures. Il est également disponible sous forme d'association dorzolamide/timolol. Un autre inhibiteur de l'anhydrase carbonique, le brinzolamide (commercialisé sous le nom d'Azopt), est utilisé pour traiter des cas similaires.

## Effets secondaires
Les effets secondaires courants comprennent une gêne oculaire, une rougeur oculaire, des changements de goût et une vision floue; les effets secondaires graves incluent le syndrome de Steven Johnson. Les personnes allergiques aux sulfamides peuvent être allergiques au dorzolamide,. L'utilisation n'est pas recommandée pendant la grossesse ou l'allaitement.

## Histoire
L'utilisation médicale du dorzolamide a été approuvée aux États-Unis en 1994. Il est disponible sous forme de médicament générique. Une bouteille de 5 millilitres au Royaume-Uni coûte au NHS moins de 2 livre sterling à partir de 2019. Aux États-Unis, le coût de gros de ce montant est d'environ 7,10 dollar américain. En 2017, il s'agissait du 281e médicament le plus prescrit aux États-Unis, avec plus d'un million d'ordonnances,.